# Schiffsverkehr (Album)
Schiffsverkehr ist das 13. Studioalbum des deutschen Musikers Herbert Grönemeyer. Bereits wenige Tage nach der Veröffentlichung am 18. März 2011 erreichte das Album die Spitze der deutschen, österreichischen und schweizerischen Albumcharts.

## Entstehung
Das Lied So wie ich wurde von Grönemeyers Bassist Norbert Hamm geschrieben, der auch schon den Song Alkohol auf dem Album 4630 Bochum getextet hatte. Bei Deine Zeit schrieb Michael Ebert mit und bei Lass es uns nicht regnen Arezu Weitholz, die auch schon für den Song Spur auf dem Vorgängeralbum 12 verantwortlich gewesen war.
Grönemeyer wollte November unbedingt mit auf der CD haben, konnte aber keine geeignete und stimmige Position in der Titelliste finden, weshalb er sich für die Platzierung als Hidden Track am Ende des Albums entschied.
Das Lied Deine Zeit wurde von Herbert Grönemeyer mit Bezug auf die Alzheimer-Krankheit seiner Mutter Hella geschrieben.

## Musikstil
Mit dem Album schloss Grönemeyer eine Phase der Trauer auf den vorhergehenden Alben ab. Das Album wurde als Rückkehr zum Deutschrock und die 1980er-Jahre gesehen.

## Titelliste
| #   | Titel                      | Länge |
| --- | -------------------------- | ----- |
| 1.  | Schiffsverkehr             | 3:58  |
| 2.  | Kreuz meinen Weg           | 3:46  |
| 3.  | Fernweh                    | 3:30  |
| 4.  | Unfassbarer Grund          | 2:53  |
| 5.  | Deine Zeit                 | 3:50  |
| 6.  | Erzähl mir von morgen      | 4:35  |
| 7.  | Auf dem Feld               | 3:43  |
| 8.  | Zu Dir                     | 3:56  |
| 9.  | Wäre ich einfach nur feige | 3:31  |
| 10. | Lass es uns nicht regnen   | 3:50  |
| 11. | So wie ich                 | 4:17  |
| 12. | November (Hidden Track)    | 4:07  |

## Rezeption
Der Tagesspiegel kritisierte die Texte auf dem Album als „teils schmerzhaft platt“. Christian Schröder schrieb, Grönemeyer scheue „jedes Risiko“, bleibe aber ein „begnadeter Entertainer“.
Laut.de gab dem Album, „das momentan gut in die Zeit passt“, vier von fünf Sternen.

## Auszeichnungen
Das Album erreichte nur wenige Tage nach der Veröffentlichung den Goldstatus in Österreich.